# Photocyclisierung
Eine Photocyclisierung  ist in der organischen Chemie eine unter Lichteinfluss ablaufende chemische Reaktion, bei der sich aus einer offenkettigen (linearen) Verbindung eine cyclische Verbindung bildet.

## Übersichtsreaktion
Eine einfache Reaktion zeigt – am Beispiel von 1,3-Butadien – die Bildung von Cyclobuten durch photochemische Cyclisierung:
Die dabei neu geknüpften Bindungen sind im Reaktionsschema rot gekennzeichnet. Edukt und Produkt haben die gleiche Summenformel C4H6.
Die Reaktion verläuft allerdings nur mit 30%iger Ausbeute.